# García Íñiguez de Pamplona
García Íñiguez, también García Íñiguez II de Sobrarbe (c. 810-881/882), fue un notable caudillo tradicionalmente computado como el segundo rey de Pamplona, hijo de Íñigo Arista, sin que haya tampoco constancia de su título regio. Desde aproximadamente 842 fue regente, y llevó la dirección de las campañas militares durante los últimos años de la vida de su padre, que por esas fechas enfermó y quedó paralítico. Finalmente le sucedió como gobernante de Pamplona en 851-852.

## Vida
García fue educado en Córdoba. En mayo de 843 ayudó a su tío Musa ibn Musa en su insurrección contra el emir de Córdoba. El resultado fue el ataque de Abd al-Rahman II de Córdoba a las tierras de Pamplona, que terminó el mes siguiente con una rotunda victoria del emir sobre García Íñiguez y Musa.
En 859 fue apresado por una expedición vikinga que había subido por el río Ebro. Liberado tras pagar un rescate de 70 000 monedas de oro, abandonó las antiguas alianzas con los Banu Qasi y se acercó al reino de Asturias. García se alió con el rey asturiano Ordoño I y juntos obtuvieron un importante triunfo ante los musulmanes en la batalla de Albelda en 859-860, que también fue llamada la «batalla de Monte Laturce» o la «de Clavijo». Esta victoria cristiana motivó la quiebra del poder de los Banu Qasi y la consiguiente reacción cordobesa.
Su hijo Fortún Garcés fue hecho prisionero por los musulmanes en 860, y estuvo retenido en Córdoba, en un exilio dorado, más de veinte años.
No hay noticias documentadas sobre García Íñiguez a partir del año 870, por lo que durante mucho tiempo se vino considerando que habría fallecido alrededor de esta fecha. De ser cierto esto, entre la muerte de García Íñiguez y el regreso de Fortún Garcés de su cautiverio en Córdoba (882), habría gobernado el noble García Jiménez como regente de Pamplona.
Si bien otros historiadores[¿quién?] consideran que hay indicios de que García pudo estar aún vivo a la altura en que su hijo regresó de Córdoba, por lo que este le habría sucedido pacíficamente en el 882. Este tema es controvertido, pues la falta de documentación impide el consenso entre historiadores.
Durante el mandato de García Íñiguez se tomaron las primeras medidas para favorecer el paso de peregrinos que acudían a Compostela, colocando de las primeras piedras del futuro Camino de Santiago.

## Matrimonio y descendencia
Estuvo casado con Urraca de quien no existe ningún dato documental para conocer su linaje, aunque teniendo en cuenta que tuvo un hijo llamado Fortún, nombre que llevaron varios miembros de la dinastía muladí, podría ser hija de Fortún ibn Musa (muerto en 874), nieta paterna de Musa ibn Musa y Assona Íñiguez y prima hermana de Muhammad ibn Lubb, el abuelo de la Urraca que casó con Fruela II de León y después pudo casar con Ramiro, hermano menor de Fruela II. Una segunda posible esposa, fue la Leodegundia, hija del Rey Ordoño I de Asturias. Se sabe que ella casó con un rey de Pamplona al que no se nombra en la fuente primaria y García Íñiguez es uno de los que se especulan que fue su esposo. Fueron padres de:
- Fortún Garcés, caudillo de Pamplona, casado con Auria, posiblemente hija de Lubb ibn Musa.
- Sancho Garcés de Pamplona, casado con una mujer desconocida y padre de:
  - Aznar Sánchez de Larraún, conde de Aragón, casado con su prima hermana Onneca Fortúnez, de quien fue segundo marido.
  - Velasquita Sánchez de Pamplona, casada con Mutarrif ibn Musa, walí de Huesca, hijo de Musa ibn Musa y Assona Íñiguez.[10]
- Oneca de Pamplona, casada con Aznar II Galíndez.[10]

También pudo ser el padre de Jimena Garcés, casada con Alfonso III el Magno, además de varios hijos más. El rey García I de León, hijo de Jimena de Asturias y Alfonso III, llevaría el nombre de su abuelo paterno. Jimena, sin embargo, no está mencionada en el Códice de Roda como hija del rey García Íñiguez.